# ابن بكار
العباس بن الوليد بن بَكَّار الضبي، المعروف بابن بَكَّار ( 129 - 222 هـ / 746 - 837 م)، من قدماء المؤرِّخين. من أهل البصرة.
مطعون في روايته للحديث. صنف أخبارًا عن الوافدين والوافدات على الخليفة معاوية بن أبي سفيان من أهل الكوفة والبصرة.

## آثاره
ما بقي من كتبه ووصل إلينا:
1. (أخبار الوافِدين من الرِّجال من أهل البصرة والكوفة على معاوية) تحقيق سكينة الشهابي، مؤسسة الرسالة ببيروت، 1403هـ/ 1983م.[6]
2. (أخبار الوافِدات من النِّساء على معاوية) تحقيق سكينة الشهابي، مؤسسة الرسالة ببيروت، 1403هـ/ 1983م.[7]

## وفاته
توفي ابن بكار في سنة 222 هـ - 837 م ودُفن بالبصرة.